# Johann Anton Ernst von Schaffgotsche
Johann Anton Ernst von Schaffgotsche (ur. 16 lutego 1804 w Brnie, zm. 31 marca 1870 tamże) – biskup pomocniczy ołomuniecki w latach 1839–1842, biskup brneński w latach 1842–1870.
Johann Anton Ernst von Schaffgotsche był najmłodszym synem Johanna Ernsta Schaffgotsche i Johanny Nepomuceny von Blümegen (bratanicy Hermanna Hannibala von Blümegen biskupa czeskobudziejowickiego w latach 1763–1774). Był bratankiem pierwszego biskupa czeskobudziejowickiego Johanna Prokopa von Schaffgotsche.
Studiował filozofię w Wiedniu, a następnie teologię w Brnie, gdzie 8 września 1827 przyjął święcenia kapłańskie. Pracował w Šternberku i Velkich Dyjákovicach (od 1829 jako administrator, od 1831 jako proboszcz). W 1837 został kanonikiem ołomunieckim bez obowiązku rezydencji. 25 marca 1838 został proboszczem kościoła św. Maurycego w Ołomuńcu. W 1839 został biskupem tytularnym Aureliopolis i biskupem pomocniczym ołomunieckim. Święcenia biskupie przyjął 20 października 1839 w Kromieryżu. W tym samym roku został dyrektorem Studium Teologicznego na uniwersytecie w Ołomuńcu.
15 lipca 1841 cesarz Ferdynand I mianował go biskupem brneńskim. Nominacje potwierdził papież Grzegorz XVI 21 stycznia 1842. Ingres nastąpił 5 maja 1842.
W 1848 wraz z metropolitą ołomunieckim Maximilianem Josefem Sommerau-Beckh wystosował list w sprawie wolności kościoła. Powołał niższe seminarium duchowne. W latach 1859–1862 doprowadził do uregulowania granic diecezji brneńskiej i ołomunieckiej. Doszło do wymiany dekanatów Vyškov i Boskovice. Ten drugi przyłączono do diecezji brneńskiej.
W 1852 na Morawach przyjął do Kościoła rzymskokatolickiego szwedzką księżniczkę Karolinę Wazę, późniejszą żonę króla Saksonii Alberta Wettyna. Dwa lata później chrzest z jego rąk przyjęła matka księżniczki, księżna Luiza Badeńska (żona księcia Gustawa Wazy).
W 1860 wygrał na loterii państwowej pół miliona złotych talarów. Całą kwotę przekazał na założone przez siebie seminarium diecezjalne.